# Епархия Катамарки
Епархия Катамарки (лат. Dioecesis Catamarcensis) — епархия Римско-Католической церкви с центром в городе Сан-Фернандо-дель-Валье-де-Катамарка, Аргентина. Епархия Катамарки входит в митрополию Сальты. Кафедральным собором епархии Катамарки является церковь Пресвятой Девы Марии Долины.

## История
21 января 1910 года Папа Римский Пий X выпустил буллу «Sollicitudine», которой учредил епархию Катамарки, выделив её из епархий Тукумана (сегодня — архиепархия Тукумана) и Сальты (сегодня — архиепархия Сальты). Первоначально епархия Катамарки являлась суффраганной по отношению к архиепархии Буэнос-Айреса.
22 мая 1920 года епархия Катамарки уступила епархии Сальты территории, которые ей принадлежали.
20 апреля 1934 года епархия Катамарки вошла в состав церковной провинции Сальты.
2 июля 1944 года епархия Катамарки была расширена, снова включив территории, которые были переданы архиепархии Сальты в 1920 году.
27 января 1970 года епархия Катамарки передала часть своей территории для образования новой территориальной прелатуры Кафайяте.

## Ординарии епархии
- епископ Barnabé Piedrabuena (8.11.1910 — 11.06.1923), назначен епископом Тукумана;
- епископ Inocencio Dávila y Matos (7.07.1927 — 30.04.1930);
- епископ Vicente Peira (20.10.1932 — 11.03.1934);
- епископ Carlos Francisco Hanlon, C.P.[1] (13.09.1934 — 29.11.1959);
- епископ Adolfo Servando Tortolo (11.02.1960 — 6.09.1962), назначен архиепископом Параны;
- епископ Alfonso Pedro Torres Farías, O.P. (25.09.1962 — 5.11.1988);
- епископ Elmer Osmar Ramón Miani (19.12.1989 — 27.12.2007);
- епископ Luis Urbanc (с 27 декабря 2007 года).